# 164B busz (Budapest)
A budapesti 164B jelzésű autóbusz Hűvösvölgy és Solymár, PEMÜ között közlekedik, a 164-es busz kiegészítő járataként. A viszonylatot a MÁV Személyszállítási Zrt. üzemelteti. Útvonala során érinti a 64A, 64B, 164-es és 264-es busz összes megállóhelyét, valamint a 64-es busz Hűvösvölgy és Solymár vasútállomás közötti szakaszát. Az éjjeli órákban a 964-es busz jár helyette, ami nem tér be a vasútállomáshoz.

## Története
2024. december 15-étől a 831-es buszok helyett a 64-es járatcsalád több indulása is a solymári vasútállomás érintésével közlekedik, ezért ezek külön viszonylatjelzéssel (64B, 164B) közlekednek, ennek következtében a 164-es és 264-es viszonylatok a továbbiakban nem térnek be az állomáshoz. A 64B viszonylat útvonala megegyezik a 64-esével, azonban nem érinti az Auchan áruházat, míg a 164B a korábban vasútállomáshoz betérő 164-essel azonos útvonalon jár Hűvösvölgy és a PEMÜ között.

## Útvonala
| Solymár, PEMÜ felé |
| Hűvösvölgy vá. – Hűvösvölgyi út – Hidegkúti út – Solymár, Rózsika utca – Mátyás király utca – József Attila utca – Dózsa György utca – Templom tér – Dózsa György utca – József Attila utca – Mátyás király utca – Vasút utca – bekötőút – Solymár vasútállomás, forduló – bekötőút – Vasút utca – Tersztyánszky utca – Ifjúság utca – Solymár, PEMÜ vá. |
| Hűvösvölgy felé |
| Solymár, PEMÜ vá. – Tersztyánszky utca – Vasút utca – bekötőút – Solymár vasútállomás, forduló – bekötőút – Vasút utca – Mátyás király utca – József Attila utca – Dózsa György utca – Templom tér – Dózsa György utca – József Attila utca – Mátyás király utca – Rózsika utca – Hidegkúti út – Hűvösvölgyi út – Hűvösvölgy vá.                         |

## Megállóhelyei
Az átszállási kapcsolatok között az azonos, de Solymáron rövidebb útvonalon közlekedő 64A (Templom térig), 64B (vasútállomásig) nincs feltüntetve.
| 0                                     | Hűvösvölgy végállomás      | 22 | 29, 57, 63, 64, 157, 157A, 164, 257, 264 56, 56A, 59B, 61 Gyermekvasút |
| 0                                     | Bátori László utca         | 21 | 57, 63, 64, 157, 157A, 164, 257, 264                                   |
| 1                                     | Hunyadi János utca         | 20 | 57, 64, 164, 257, 264                                                  |
| 2                                     | Kossuth Lajos utca         | 19 | 57, 64, 164, 257, 264                                                  |
| 3                                     | Kölcsey utca               | 18 | 57, 64, 164, 257, 264                                                  |
| 3                                     | Mikszáth Kálmán utca       | 17 | 57, 64, 164, 257, 264                                                  |
| 4                                     | Községház utca             | 16 | 57, 64, 164, 257, 264                                                  |
| 5                                     | Templom utca (Kultúrkúria) | 16 | 57, 64, 164, 257, 264                                                  |
| 6                                     | Solymári elágazás          | 15 | 57, 64, 164, 257, 264                                                  |
| 7                                     | Szarvashegy utca           | 15 | 64, 164, 264                                                           |
| 8                                     | Örökzöld utca              | 14 | 64, 164, 264                                                           |
| 9                                     | Kökörcsin utca             | 13 | 64, 164, 264                                                           |
| Budapest–Solymár közigazgatási határa |                            |    |                                                                        |
| 10                                    | Anna kápolna               | 12 | 64, 164, 264                                                           |
| 11                                    | Munkás utca                | 11 | 64, 164, 264                                                           |
| 12                                    | Bajcsy-Zsilinszky utca     | 10 | 64, 164, 264                                                           |
| 13                                    | Solymár, községháza        | 10 | 64, 164, 264 831                                                       |
| 14                                    | Dózsa György utca          | 9  | 64, 164 831                                                            |
| 16                                    | Templom tér                | 8  | 64, 164 831                                                            |
| 17                                    | Dózsa György utca          | 7  | 64, 164 831                                                            |
| 18                                    | Solymár, községháza        | 7  | 64, 164, 264 831                                                       |
| 19                                    | Solymár, temető            | 6  | 64 830, 831, 832                                                       |
| 21                                    | Solymár vasútállomás       | 4  | 64 830, 831, 832 S72 Z72 S76                                           |
| 23                                    | Solymár, temető            | 2  | 64 830, 831, 832                                                       |
| 24                                    | Pilisvörösvári utca        | 1  | 164, 264 830, 831, 832                                                 |
| 25                                    | Váci Mihály utca           | 1  | 164, 264 830, 831, 832                                                 |
| 26                                    | Solymár, PEMÜ végállomás   | 0  | 164, 264 830, 831, 832 S72 (Szélhegy megállóhely)                      |